# 시카고 트리뷴

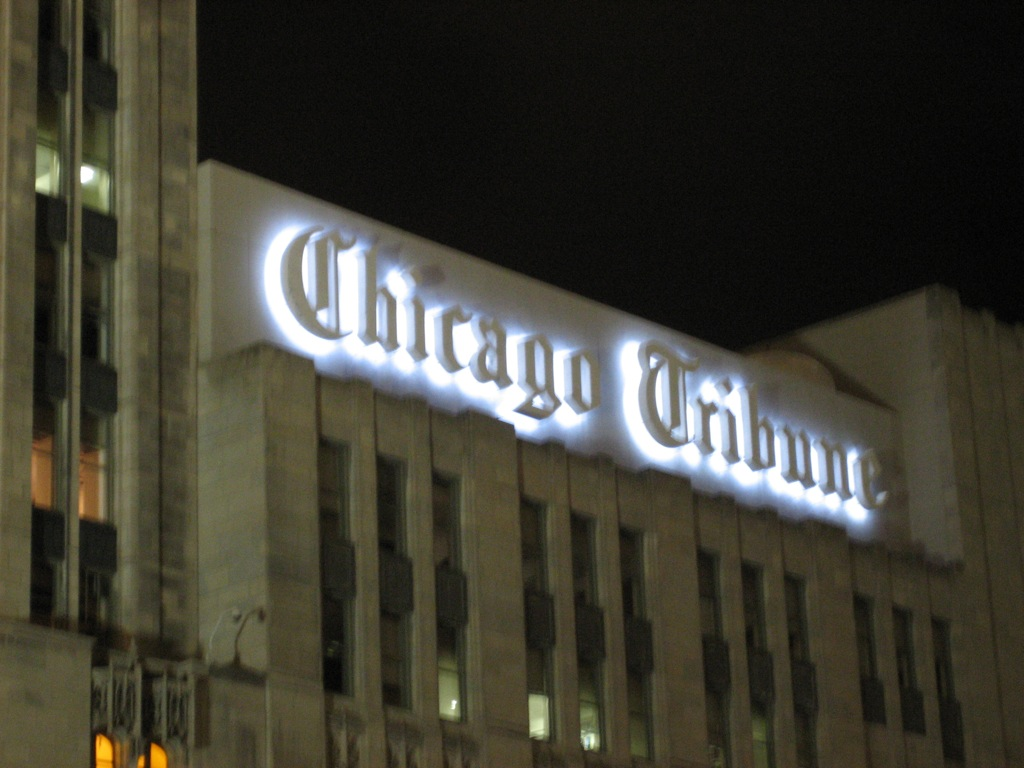
시카고 트리뷴 본사

《시카고 트리뷴》(영어: Chicago Tribune)은 미국의 일리노이주 시카고를 중심으로 하는 주요 일간신문으로, 트리뷴 퍼블리싱이 이 신문사를 소유한다. 이전에는 스스로 "세상의 가장 위대한 신문"으로 스스로 칭했으며, 시카고 대도시 지역과 미국 중서부 지역의 중요한 일간신문으로 남았으며, 미국 내에서 10번째로 가장 규모가 큰 일간 신문사 중 하나이다.

## 역사
시카고 트리뷴은 제임스 켈리, 존 E, 윌러, 조세프 K.C. 포레스트에 의해 설립되어, 1847년 6월 10일에 첫신문을 발행하였다. 그 뒤 8년간 이 신문사는 소유자와 편집권이 수많이 바뀌었다. 한번은 해리 트루먼 대통령의 재선에서 공화당 후보인 토머스 듀이가 이겼다고 오보를 내보내는 사건도 있었다. 보수주의 언론인 시카고 트리뷴은 자본가들의 임금삭감 강요, 고용불안에 맞선 노동자들의 시위에 대해 공산주의 딱지 붙이기로 탄압을 선동하였다. 1875년 11월 23일자 시카고 트리뷴은 노동자들이 시위로 자본가에 맞서자 사실보도를 하기보다는 자본가들과 결탁하여 "그들이 선동을 못하게 시카고에 공산주의자들의 시체를 매달아야 한다."라며 노동자들을 공산주의자로 매도하는 기사를 실었다.